# Sommersione del faraone
(Francesca Cortesi Bosco)
La tarsia Sommersione del faraone o Subnmersion de Pharaone è una delle quattro tarsie del coro della basilica di santa Maria Maggiore, rivolte verso la navata centrale e quindi visibili dai fedeli, realizzata da Giovan Francesco Capoferri su disegno di Lorenzo Lotto. La tarsia è doppia, perché composta anche da un coperto che doveva proteggerla dall'usura del tempo e che veniva rimosso durante le funzioni religiose più importanti. Questa diventa simbolicamente per la catechesi il viaggio iniziatico alla comprensione degli importanti messaggi del Vecchio Testamento.

## Storia
La congregazione della Misericordia Maggiore, agli inizi del XVI secolo, decise di completare il presbiterio con la realizzazione di un coro. Il 12 marzo 1524 i presidi della fondazione affidarono a Lorenzo Lotto  la realizzazione dei disegni degli stalli per il coro della basilica mariana.  Fu affidato a Bernardo Zenale l'impianto architettonico e la realizzazione dell'opera all'intarsiatore Giovan Francesco Capoferri coadiuvato dal falegname Giovanni Belli di Ponteranica. 
Le tarsie erano correlate da un coperto che doveva proteggerle, ma che con i disegni del Lotto divennero un elaborato e profondo messaggio da comprendere.
Della commissione e della consegna dei disegni rimangono i documenti e le lettere che il pittore veneziano aveva inoltrato alla congregazione.
Le quattro tarsie poste sulla parte frontale del presbiterio, vanno lette da sinistra a destra, sono la summa di tutte le altre poste nel recinto interno.

## Descrizione

### La tarsia
La tarsia raffigura la fuga del popolo ebraico dalla schiavitù dell'Egitto, l'inizio di un viaggio di liberazione, e voleva essere un messaggio ai cristiani che devono liberarsi dalla schiavità del peccato per raggiungere la propria terra promessa.
La tarsia  Sommersione del faraone, raffigura il comando del Signore a Mosè descritto nel Libro dell'Esodo: […] e tu alza la tua verga e stendi la tua mano sopra il mare e dividilo affinché i figlioli d'Israele camminino in mezzo al mare a piedi asciutti. e ancora […]stendi la tua mano sul mare affinché le acque tornino a riunirsi sopra gli egiziani, sopra i cocchi e sopra i loro cavalieri 14,15-18. La verga è posta al centro della tarsia,  la sua punta è l'incontro delle diagonali, e congiuntura della diagonale che dall'angolo superiore sinistro raggiunge quello inferiore destro. 
La tarsia è divisa in due parti molto differenti, a sinistra la rappresentazione dell'esercito egiziano che sta per essere travolto dai gorghi impetuosi delle acque; riconoscibile il faraone dal copricapo nell'atto di spronare il suo cavallo ormai sommerso, mentre l'esercito dei fanti avanza. Il movimento delle onde è stato accentuato dalla profilatura eseguita da Ludovico da Mantova. Risulta più sfumato il mare che si intravede in lontananza.
La parte destra contrariamente è molto movimentata, e questa fu la grande novità che i disegni lotteschi portarono all'arte lignea che fino al XVI secolo mantenevano una forma semplificata e quasi sempre geometrica. L'intarsiatore doveva quindi aveva la capacità di modificare la propria tecnica per adeguarsi alle nuove raffigurazioni. La capacità di smussare, arrotondare i tagli delle tessere, del Capoferri, ha permesso la realizzazione dei vari personaggi: donne che aprono i cesti dei viveri, cammelli carichi di sacchi. La copia in primo piano raffigurata di spalle, indossa l'abbigliamento ed è acconciata alla moda del XV secolo, sembra invitare l'osservatore a partecipare attivamente a questo grande esodo israelitico. La tarsia aveva anche la funzione di dottrina, e i due personaggi raffigurati in primo piano, dovevano avvicinare i fedeli del Cinquecento al popolo ebraico, diventando una biblia pauperum.
La parte centrale presenta i due grandi protagonisti e strumenti della volontà divina: Mosè nell'atto del comando che tiene con le mani giunte la verga dei prodigi, e dal cui capo partono raggi di luce a indicare la presenza di Dio e anticipandone la teofania sul Sinai. La verga è posta nella parte centrale della tarsia all'incrocio delle diagonali, diventando il punto d'attenzione e di cattura di tutti i personaggi raffigurati. Accanto a lui la presenza di Aronne vestivo dagli abiti sacerdotali, in qualità di testimone e garante dell'evento. Vicino a loro Maria, che suonando un cembalo precede il gruppo di donne festanti che cantano inni di lode. Nessuno è interessato alla tragedia che sta vivendo l'esercito del faraone ma ha la certezza di una raggiunta libertà. Il Lotto che era di un rigore morale severissimo, voleva rappresentare anche l'errore di festeggiare la libertà quando viene raggiunta attraverso la morte del nemico. Il passaggio del Mar Rosso e la libertà raggiunta, rappresentano il passaggio dell'anima dalla schiavitù del peccato attraverso l'acqua del Battesimo, la medesima indicazione era raffigurata nel pannello dell'Arca di Noè. Le sfumature del mare raffigurate con larghe strisce trasversali, indica l'alba, la nascita di un nuovo giorno: era la vigilia di un nuovo giorno Es14,24.

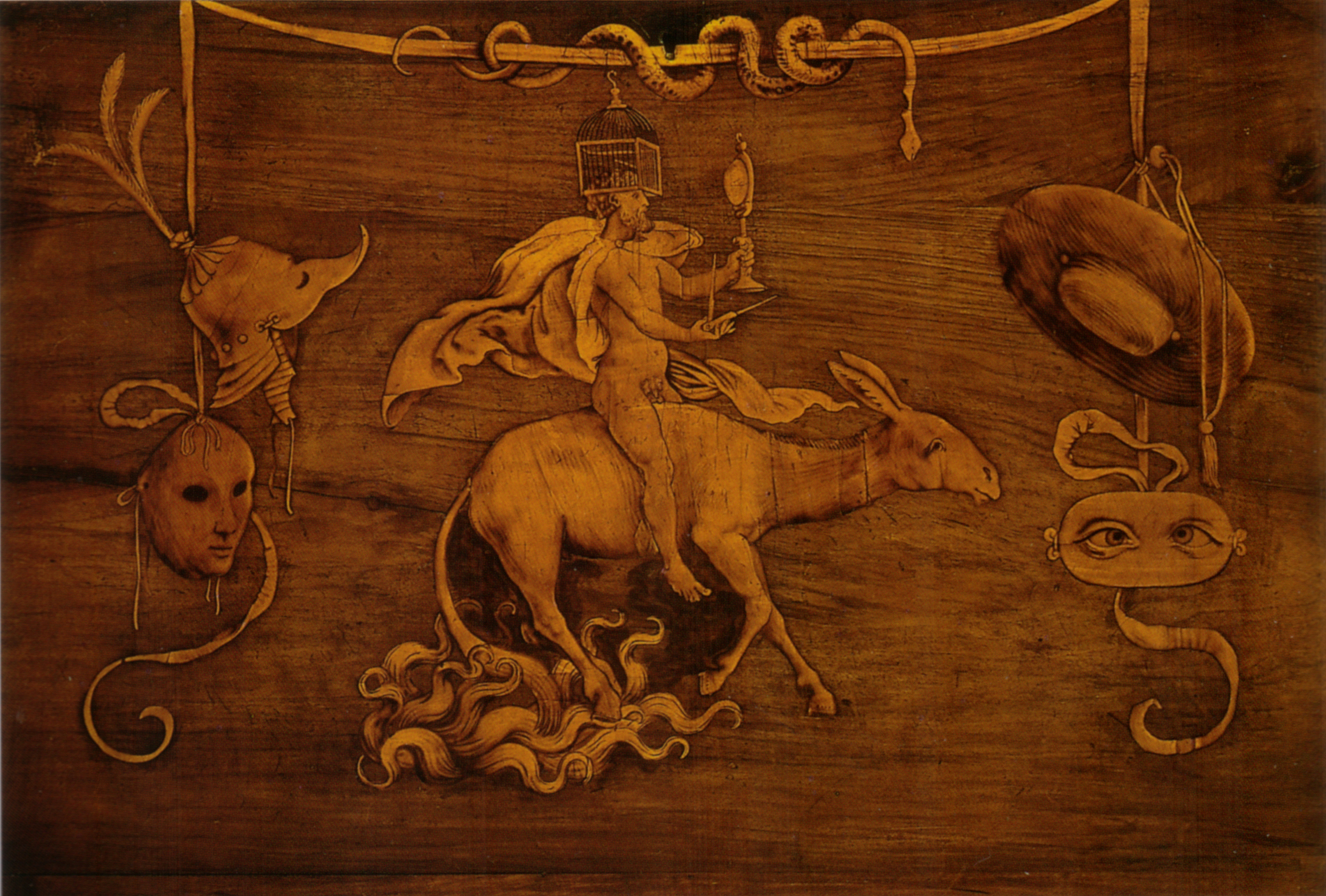
56.02 impresa

Per la tarsia il Capoferri usò ben quindici tipi differenti di legname che permisero la completa raffigurazione voluta dal cartone lottesco che presentava molte parti sia chiaro-scure che luminose..
Non era questa però la tarsia scelta dal Lotto come prima del coro, ma quella dell'Arca di Noè, furono i sindaci della congregazione, che intendeva proprio inserire questa come inizio di un viaggio del popolo ebraico liberato ma anche il viaggio di ogni uomo verso la fede e la liberazione dal peccato.

### Il coperto
(25 gennaio 1531 Lorenzo Lotto)
Se le tarsie hanno una raffigurazione molto complessa e articolata, i coperti pur essendo più semplici, avendo la funzione di protezione, hanno una raffigurazione iconografica molto singolare e accurata. Il Lotto a cui venne commissionato anche il coperto, usò questo mezzo per comunicare messaggi profondi che dovevano condurre alla riflessione, oltre che accompagnare verso la narrazione nascosta al proprio interno, le chiamò imprese, usando raffigurazioni geroglifiche che portavano ad molteplici significati, non raggiungibili con le figure decorative.  Il Lotto ne ampliò il messaggio attraverso una interpretazione intuitiva, non sempre razionale, formando un mutus chorus che doveva aiutare la riflessione. IL coperto della tarsia Sommersione del faraone è la più articolata, la sua interpretazione non sempre ha trovato gli studiosi d'accordo. Il coperto, come tutti gli altri ha caratteristiche di polisemia che indicono a cogliere i molteplici significati. 
Centrale al pannello vi è un uomo nudo con un mantello sulle spalle sulla groppa di un asino, con una gabbia sulla testa. Il soggetto rappresenta il faraone che sta annegando nelle acque del Mar Rosso, ma che contemporaneamente cerca la strada per la verità, la gabbia è la sua corona, simbolo di follia, mentre l'asino della sua stupidità, servì infatti accendere il fuoco sotto la sua coda per farlo galoppare, e la tavola raffigura dodici fiamme di fuoco, collegamento con l'alchimia. Le dodici fiamme raffigurano le dodici fasi alchemiche che legano il cielo e la terra. Sono le fiamme a solelvare il vento che alza il mantello del faraone presentandolo in tutta la sua nudità. Nel medioevo i falsari a Bergamo veniva esposti in groppa ad un asino e con una corona in testa, a questo si collega l'intarsio. Il faraone tiene tra le mani un compasso e uno specchio segni della prudenza che non aveva avuto, infatti sopra la sua testa penzola un serpente morto che sta perdendo la sua testa. lo specchio indica “Nosce te ipsum” (conosci te stesso). Ma lo specchio raffigurato ha una forma convessa che porta a vedere le immagini rimpicciolite,Il faraone nudo nella sua vanità, rappresenta il peccato. Ai lati vi sono un elmo e il cappello galero cardinalizio, entrambi accompagnati da una maschera. Rappresentano il potere politico che con la maschera nasconde il suo volto, e il potere religioso con la maschera dagli occhi strabici che non può avere una giusta visione del mondo.
Il Lotto ha voluto raffigurato un enigma, quello che da sempre accompagna i credenti verso la fede del mistero che è Dio, unendo archetipi pagani a quelli religiosi. La storia biblica si congiunge a suggestive metafore alchemiche.